# Magnoliaceae
Familia Magnoliaceae aparține ordinului Magnoliales și  cuprinde plante lemnoase exotice, arbori sau arbuști.

## Caracteristici
- Frunzele sunt simple, cu marginea întreagă, stipelate,  dispuse altern  și pot fi caduce sau persistente.
- Florile sunt mari,  hermafrodite, alcătuite din numeroase elemente, de regulă colorate. Staminele sunt numeroase, ca și carpelele libere.
- Fructele sunt variate: achene, bace, sau capsule.

## Înmulțire
Se înmulțesc prin semințe și pe cale asexuată.

## Utilizare
Sunt cultivate ca plante ornamentale, datorită  florilor mari și  decorative.

## Genuri
- Liriodendron
- Magnolia
- Michelia